# LVTP-5
LVTP-5（Landing Vehicle Tracked, Personnel - model5）は、アメリカ合衆国で開発された水陸両用の装甲兵員輸送車である。
公式の愛称はないが、アメリカ海兵隊では本車を"アムトラック"（Amtrac）の通称で呼称しており、兵士達は"Swamp Rat"（沼ネズミの意、ヌートリア、もしくはカピバラを指す）と呼んでいた。

## 概要
上陸戦時に沖合の揚陸艦から発進して海上を航行し、海岸に兵員を敵前上陸させるために輸送するための車両で、上陸作戦が成功した後には通常の装甲兵員輸送車としても運用された。
第二次世界大戦時に開発されたLVTシリーズの後継として開発され、1952年に制式採用されて部隊配備が進められた。各種の派生型も開発され、1956年には各部を改修した改良型のLVTP-5A1が開発され、順次既存車両の改修と更新が進められている。
改良型と合わせ基本型のLVTP-5だけでも1,123両が生産され、アメリカ海兵隊の主力装甲車両となった。

## 開発
アメリカ海軍艦船局は、第二次世界大戦時に開発された水陸両用装軌車、LVTシリーズの後継として、1946年より次期水陸両用装甲車の研究・開発計画を行い、各種の水陸両用車両が試作された。これに対し、1947年にはボールドウィン・ライマ・ハミルトン（B-L-H）社は大型の箱型車体に鋭角的な舟型の先端を持つ人員貨物輸送車型の"LVTP-X1"を提示し、1949年にはパシフィック・カー・ファウンダリー（Pacific Car and Foundry）は同じく大型の車体に緩やかな舟型先端を持ち、M18 戦車駆逐車の自走榴弾砲型であるT88の砲塔を搭載した火力支援車型、"LVTA 105mm HMC"を提示した。
両車は共にフォード GAF V型8気筒ガソリンエンジン（500馬力）を搭載し、水掻付きの幅広の履帯に小型の転輪を多数組み合わせた足回りを備えていた。しかし、両車ともに車重に対してエンジンの出力が不足しており、更にLVTP-X1は凌波性が悪く水上航行時の安定性に欠けており、軍の行った試験に合格しなかった。
この2社の他に、FMC（Food Machinery Corporation）社からは中型・中重量（22トン）の速度性能を重視した設計案が提示されていたが、海兵隊はこの車両にも「構造が複雑に過ぎ、搭載能力が不足している」と難色を示しており、各社に再度の設計案提示を求めたが、第二次大戦後の軍縮期でもあり、予算的な問題から計画は打ち切りとなった。これを受け、海兵隊では新型車両は導入せず、既存のLVTシリーズにオーバーホールを行い、改修を施して継続装備することを決定し、大戦後の軍備削減と友好国への供与を経て残存していたLVTの改修作業が進められた。
しかし、直後の1950年に朝鮮戦争が勃発すると、新型水陸両用装甲車の開発・装備は急務となり、先の研究開発計画によって得られていた成果を基に、新型水陸両用装軌装甲車シリーズの開発が開始された。用兵側の要望としては、第二次大戦の実戦運用結果を踏まえ「搭載能力は可能な限り大きなことが重要である」「一定程度の装甲と90mm以上の火力を備えた火力支援車が必要である」「過剰な速度性能は求めないが、機動性は重要である」というもので、求められる性能から車格の大きな車両であることが重要とされ、LVTP-X1もしくはLVTAの設計を発展させることが最も適切とされた。
両車の問題であるエンジン馬力の不足は、同じエンジンと変速装置を使用するM26パーシング重戦車が、エンジン出力の不足から来る機動性不足に悩んだ点を、新型のエンジンと変速装置に換装したM46パットンとしたことで飛躍的な性能の向上を見た点から、同じくコンチネンタル AV-1790-1 V型12気筒空冷ガソリンエンジンとアリソン CD-850-4"クロスドライブ"オートマチックトランスミッションに換装する構想が立てられ、LVTAの試作車の機関部を換装した改造車が製作された。結果、同様に性能の向上が見られたことから、LVTP-X1とLVTAの設計を統合・発展させた車体にAV-1790およびCD-850を搭載した設計とすることが決定し、また、第二次大戦の実戦運用結果を踏まえて、開発当初から同じ車体を用いた各種の発展型を設計することも決定した。
この新型車両群には「LVT*-5」（*には各サブタイプを示す記号が入る）の名称が与えられ、ボーグワーナー（Borg Warner）社傘下のインガソル（Ingersoll）社が開発を担当した。1951年8月にはまず火力支援型の試作車が完成し、続いて人員輸送型の試作車が完成した。この他、指揮車型と回収・整備車両型が開発されたが、対空自走砲型は試作のみで計画中止となり、工兵車両型はテストの結果が不十分であるとして不採用となっている。
1952年からは各型の量産が開始され、順次部隊への配備が開始されたが、実際に運用された車両には各所に不都合が発生し、特に変速装置と駆動軸の接続に問題が多発した。また、車体上面が波を被ると吸排気口より浸水してエンジンが停止する、という問題も発生した。これらの問題を解決した既存車両の改修は1956年より開始され、改修された車両には「LVT*-5A1」の名称が与えられた。また、-A1型を基にして改めて工兵車両型が開発されている。
1960年代に入ると、アメリカ軍が装甲戦闘車両のディーゼル化を進めたことに従い、本車もエンジンを空冷ディーゼルに換装したLVTPXD-1が製作され、各種の試験が行われたが、正式採用はなされず、既存車両のエンジン換装も行われなかった。この他、更なる機動性能の向上を目指してガスタービン（ターボシャフト）に換装したLVTP-X10が製作され、装甲車両へのガスタービンエンジン搭載に関する貴重なデータをもたらしている。

## 運用
LVT-5シリーズは、ダナン上陸を始めとしてベトナム戦争において実戦に投入されている。しかし、大型の車体は目立ち易く被弾し易いために集中攻撃の対象にされることが多く、装甲が厚くないにもかかわらず戦闘の正面に立つことが多かったこともあり、大きな損害を出した。また、期待されたほどには機動性が高くない上に整備性が悪く、陸上を長距離走行すると途端にサスペンションの故障が多発し、足廻りの整備とエンジンおよび変速装置の整備・交換には多大な手間が必要だった。

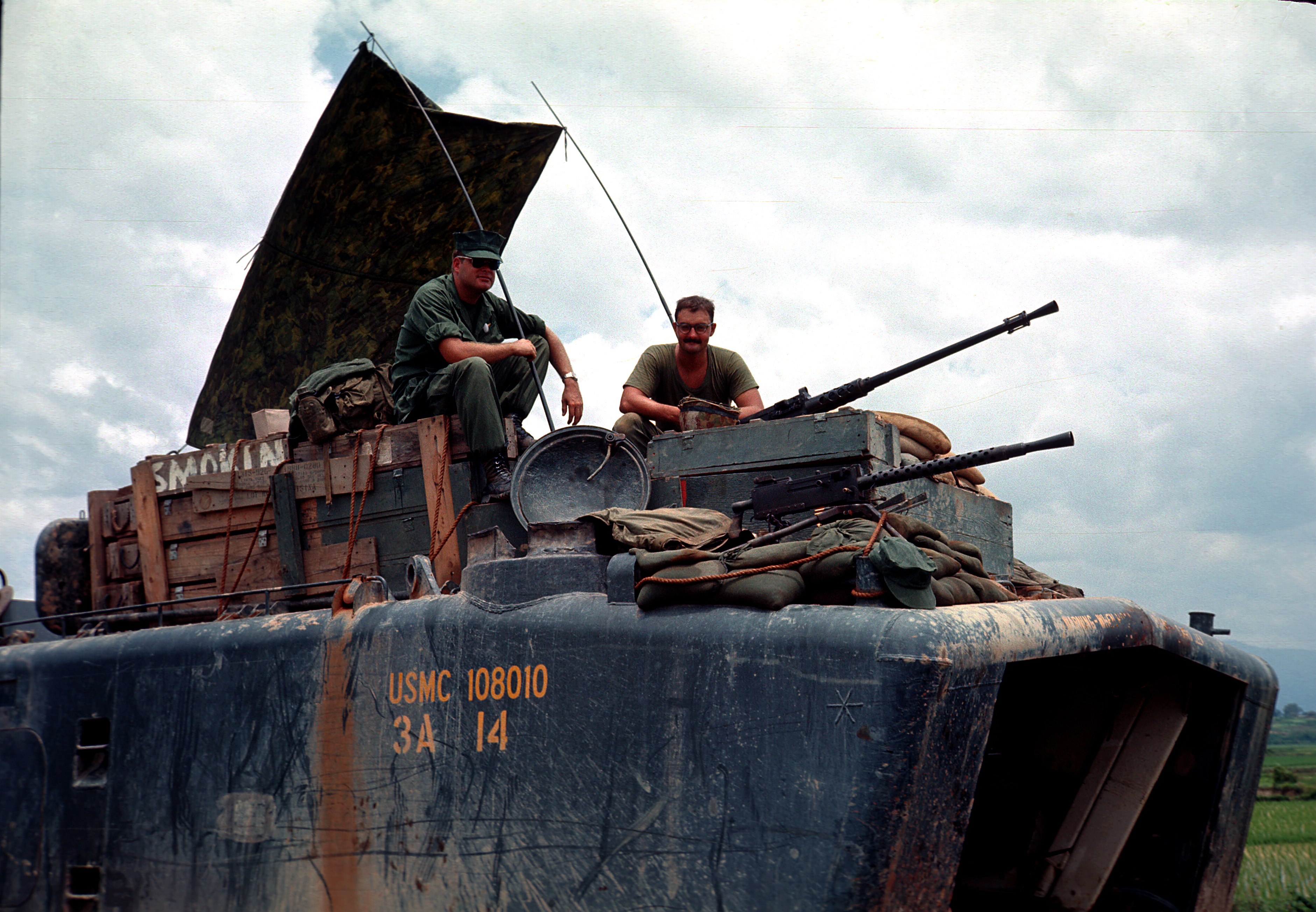
ベトナムにおいて車体上にM2 12.7mm機関銃およびM1919 7.62mm機関銃を増設したLVTP-5
（1969年6月10日撮影）

ベトナム戦争において特にLVTP-5で問題となったことは、武装が貧弱なことで、7.62mm機関銃1丁を装備した機関銃塔1基のみ、という固有武装は、戦闘において搭載兵員を下車させた後に援護するには全くの火力不足であった。このため、銃塔の上部に12.7mm重機関銃用の銃架を増設する現地改造が広く行われ、車体上に無反動砲を搭載することや、兵員室天面ハッチの周囲に防盾付きの機関銃架を増設する改造も多く行われた。
もう一つの問題はLVT-5シリーズに共通して、車体が大きく被弾しやすいにもかかわらず装甲が薄いことで、機関にガソリンエンジンを用いており、燃料タンクが兵員室床下にある構造から地雷にも弱く、車両が地雷を踏んだ際に車内にいると死傷率が高いため、人員輸送時に搭乗した兵員は戦闘時以外は車上に乗っていることが多かった。これらの問題に対処するために車体上や兵員室の床に土嚢を敷き詰めることがよく行われており、これは、車重を設計時の想定以上に増加させ、上述のサスペンションの故障を多発させる要因にもなった。
本車は戦闘の他にも大きな搭載量を活かして人員輸送や物資運搬に活用されたが、実戦での評価は必ずしも高いものではなかった。これらの問題は本車の欠陥というよりは「上陸用装甲車」という車種の本質的な問題であった。元来、LVTは陸上を長距離・長時間に渡って走行し、戦闘の前面に立って敵部隊を攻撃することを想定されて開発されたわけではなく「沖合の揚陸艦から兵士を海岸に輸送する際にある程度の装甲防御を与える」ためのものである。大口径の榴弾砲を装備する砲塔を搭載した火力支援型のLVTHであっても、あくまで「上陸作戦の支援用」であることには変わりなく、それらを通常の装甲車と同じように陸上運用し、戦車のように戦闘に投入した点では、問題が発生するのは必然とも言えた。
上述のような問題から、本車はベトナムの戦況がゲリラ戦を主体としたものになってゆくに従って運用の機会を縮小され、専ら補助的な任務に用いられた。
アメリカ海兵隊においては1974年には後継として開発されたLVTP-7（現：AAV7）に更新されて派生型も含め全車が退役した。退役した車両は派生型も含めてアメリカの友好国に供与されて永らく使われており、それらの中にはエンジンをディーゼルエンジンに換装した車両も存在する。中華民国海軍陸戦隊ではほぼ全種の派生型を含む多数を2000年代まで運用していた。フィリピン海兵隊では火力支援型のLVTH-6が2010年代初頭まで現役にあった。

## 各型および派生型

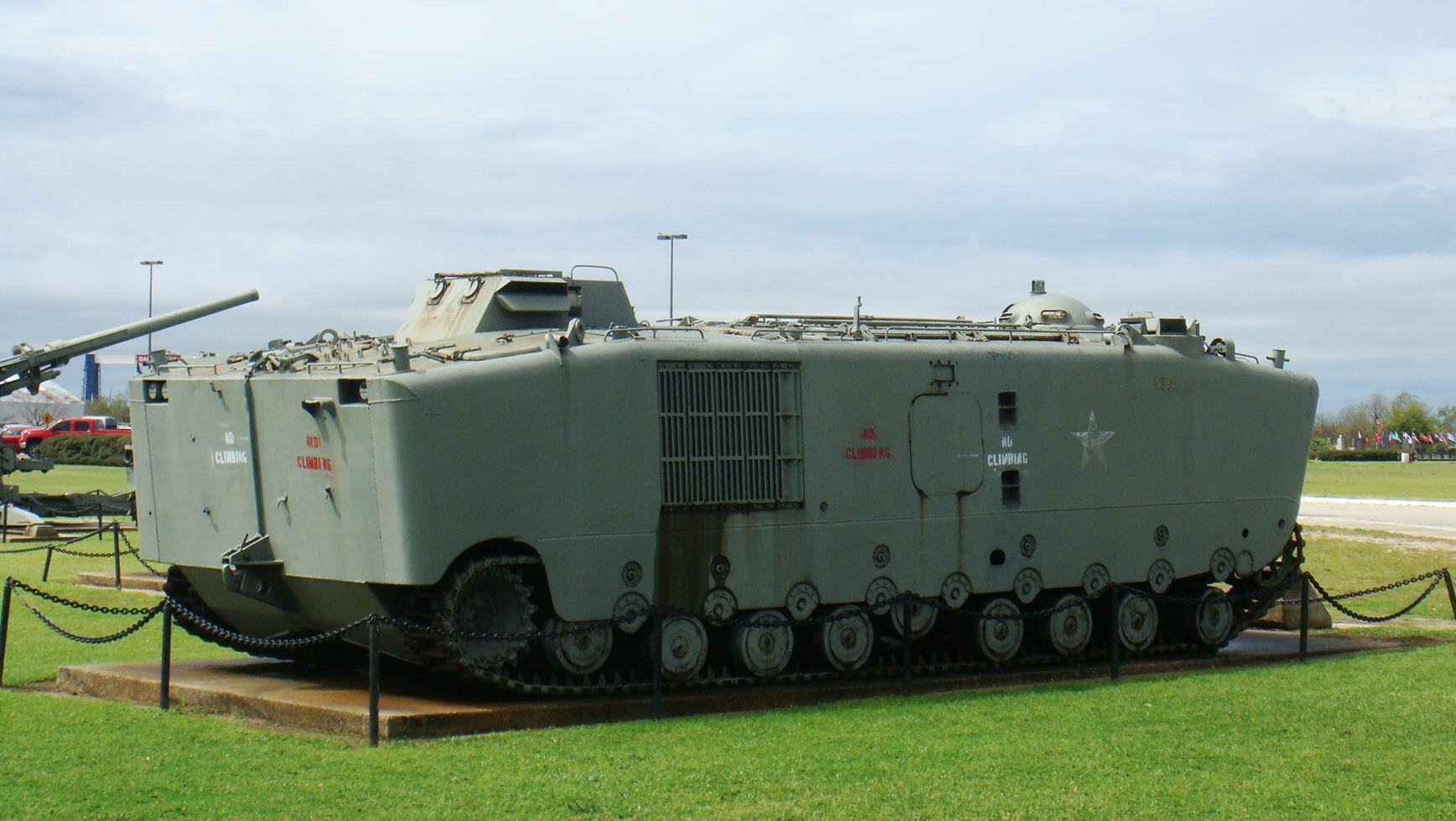
後方よりのLVTP-5A1 アメリカ、アラバマ州モービルの戦艦「アラバマ」記念公園の展示車両
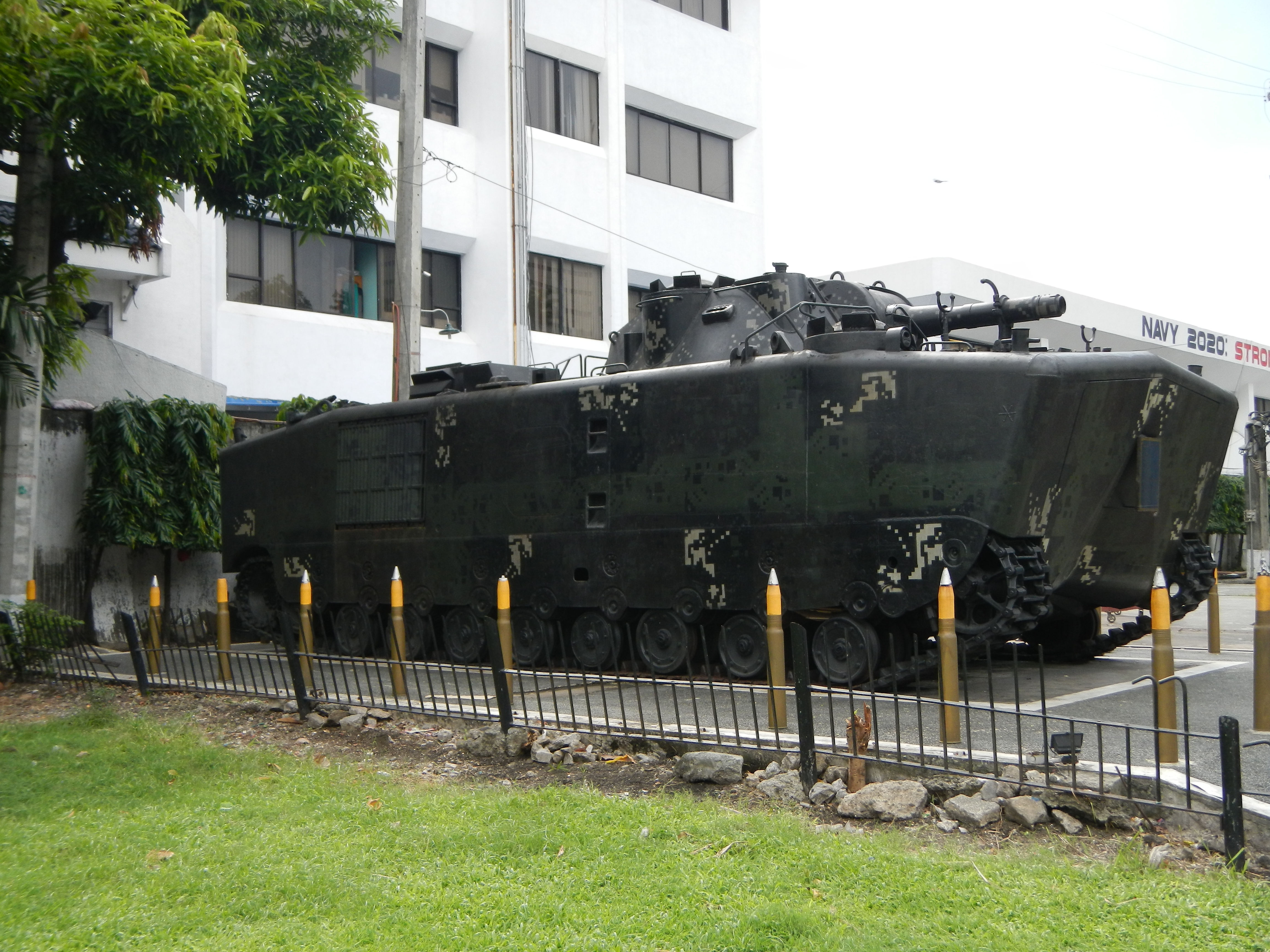
LVTH-6A1 フィリピン海兵隊の装備していた車両
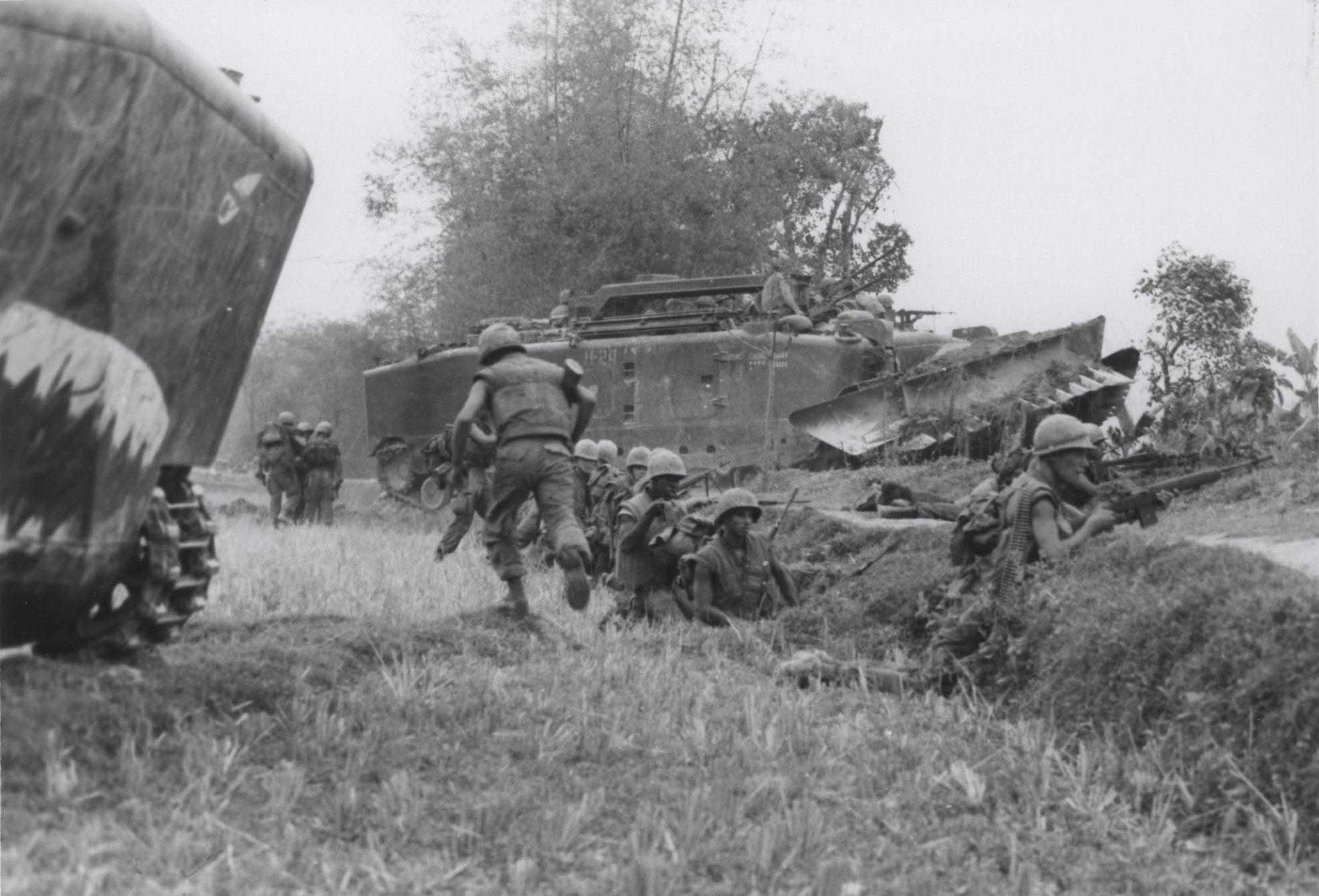
LVTE-1（中央奥の車両） （1967年3月26日撮影）

LVTP-5（Landing Vehicle Tracked, Personnel）
基本の装甲兵員輸送車型。7.62mm機関銃搭載の銃塔を装備する。1,123両生産。
LVTP-5A1
駆動装置および給排気装置の改良、暗視装置の搭載を始めとして各部を改修した改良型。外観上の識別点は、車体後部上面に大型の箱型給排気筒が設置されている点である。
LVTCR-1（Landing Vehicle, Tracked, Command Radio）
LVTP-5（Cmd）とも呼称される、部隊指揮官と司令部要員が搭乗して移動前線指揮所として運用される装甲指揮車型。LVTP-5を改造して9基の無線機と司令部用機材を搭載した車両で、原型の乗員2名に加えて指揮官、3名の司令部要員と6名の無線手が搭乗する。A1型と合わせ58両が生産された。
LVTC-5A1
LVTP-5A1（Cmd）とも呼称する。LVTP-5A1に準じた改修が施された改良型。
LVTH-6（Landing Vehicle, Tracked, Howitzer）
LVTP5-H6の試作名称で開発された、105mm榴弾砲および7.62mm同軸機関銃、12.7mm重機関銃（砲塔上）を装備した大型砲塔を搭載した火力支援車両。空虚重量は39トンに増加している。乗員7名。A1型と合わせ210両を生産。
LVTH-6A1
LVTP-5A1に準じた改修が施された改良型。
LVTR-1（Landing Vehicle, Tracked, Recovery）
折り畳み式のジブクレーンおよび牽引用ウインチと発電機（溶接機の電源としても用いられる）、エアコンプレッサーなどの回収・整備機材を搭載した装甲回収車型。ウインチの駆動用に48馬力の4気筒ガソリンエンジンを車内に増設している。ウィンチ牽引力 60,000ポンド（27,000kg）、クレーン吊上能力 8,000ポンド（3,600kg）／14,000ポンド（6,400kg）（最大）エアコンプレッサー能力 5立方フィート/分（0.14立方m/分）。乗員3名。65両生産。
LVTR-1A1
LVTP-5A1に準じた改修が施された改良型。
LVTE-1（Landing Vehicle, Tracked, Engineer）
LVTP-5A1より開発された地雷処理車型。車体前面に地雷掘削処理用の大型の鋤（マインプラウ）を装着し、車体上面には地雷原爆破用の爆導索投射装置を搭載している。地雷処理装置は専用のフロートを装着することにより車外に装備したままで水上航行することが可能である。重量4.5トンの地雷処理用鋤は幅12.7フィート（3.872m）、深さ16インチ（40.6cm）の範囲を処理することができ、その外観からpotato digger（芋掘り機）のニックネームで呼ばれた。乗員3+5名。41両生産。
- 後方よりのLVTP-5A1
アメリカ、アラバマ州モービルの戦艦「アラバマ」記念公園の展示車両
- LVTH-6A1
フィリピン海兵隊の装備していた車両
- LVTE-1（中央奥の車両）
（1967年3月26日撮影）

LVTEX1（Landing Vehicle, Tracked, Engineer.eXperiment）
LVTP-5を基に開発が進められた地雷処理車型の試作型。量産型のLVTE-1とは地雷処理装置や爆索投射装置などの形状が異なる。試作車による実用試験の結果に問題があるとして採用されず、試作のみに終わった。
LVTAA-X1（Landing Vehicle, Tracked, Anti Aircraft.eXperiment）
M42ダスター自走高射機関砲の砲塔を搭載した自走式対空砲型。試作のみ。
LVTPXD-1（Landing Vehicle, Tracked, Personnel.eXperiment,Diesel）
1965年に製作された、エンジンを空冷ディーゼルエンジン（出力800馬力）に換装した実験車両。車体側面に吸気グリルがなく、機関部上面に大きな張り出しが設けられている。
LVTP-X10（Landing Vehicle, Tracked, Personnel.eXperiment,model 10）
エンジンをゼネラル・エレクトリック社製T58ターボシャフトエンジン（出力1,500馬力）に換装したガスタービン実験車両。エンジンの小型・軽量化により、車両の機動力を向上させつつ、兵員/貨物室の容積を66%向上させることができるとされた。これにより、戦闘重量は42トンに増加している。

## 運用国
- アメリカ合衆国
- 中華民国（台湾）

1972年よりLVTシリーズの更新として、海軍陸戦隊への導入が開始された。1982年からはエンジンをディーゼルエンジンに換装する近代化改装が行われている。
1990年代に入り台湾政府（中華民国政府）は、老朽化の進んだLVTP-5シリーズに替わり後継のLVTP-7（AAV7）の供与もしくは購入をアメリカ政府に希望したが、中国政府との関係改善を望んだアメリカの意向により交渉が進まず、結局AAV7が引き渡されたのは2006年であった。
- フィリピン
- チリ
- ベトナム共和国

## 登場作品

### 映画
『地獄の黙示録』
アメリカ海兵隊所属車両が登場し、上陸して歩兵を展開させた後にベトナムの民間人を乗せてほかの島へ輸送する。LVTP-5のほかにLVTE-1も登場する。撮影にはロケ地のフィリピン軍の車両が使われた。
このほか、フィリピンで1986年に発生したエドゥサ革命、およびその後に1989年のものを筆頭とした幾度かのクーデターによる騒乱では首都マニラに展開したフィリピン軍の車両がニュース映像に写っている。戦闘で破壊されて炎上するLVTP-5の写真および映像は「フィリピンの政変」の象徴的映像としてよく引用されている。

## ギャラリー

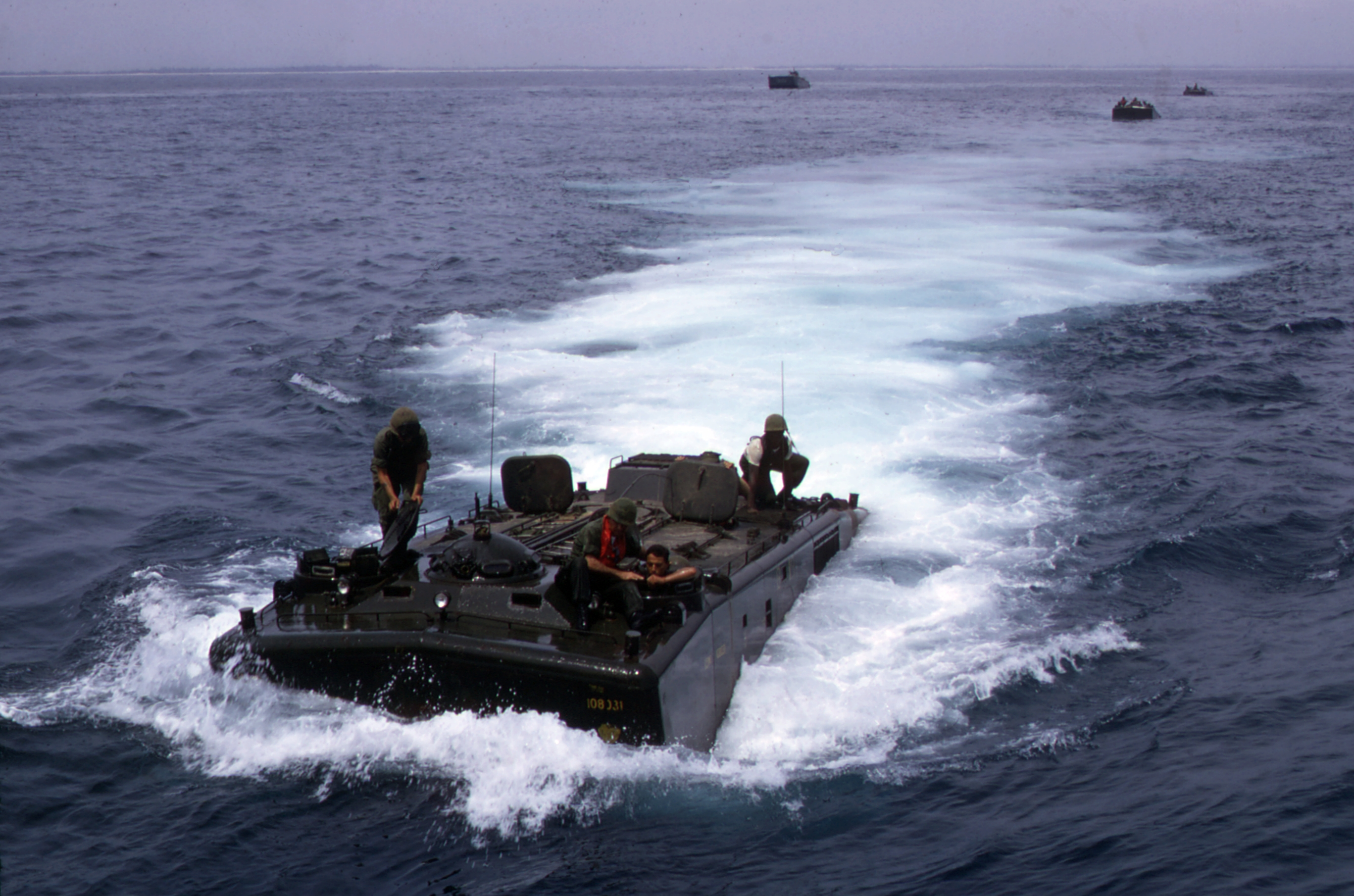
海上を航行するLVTP-5A1
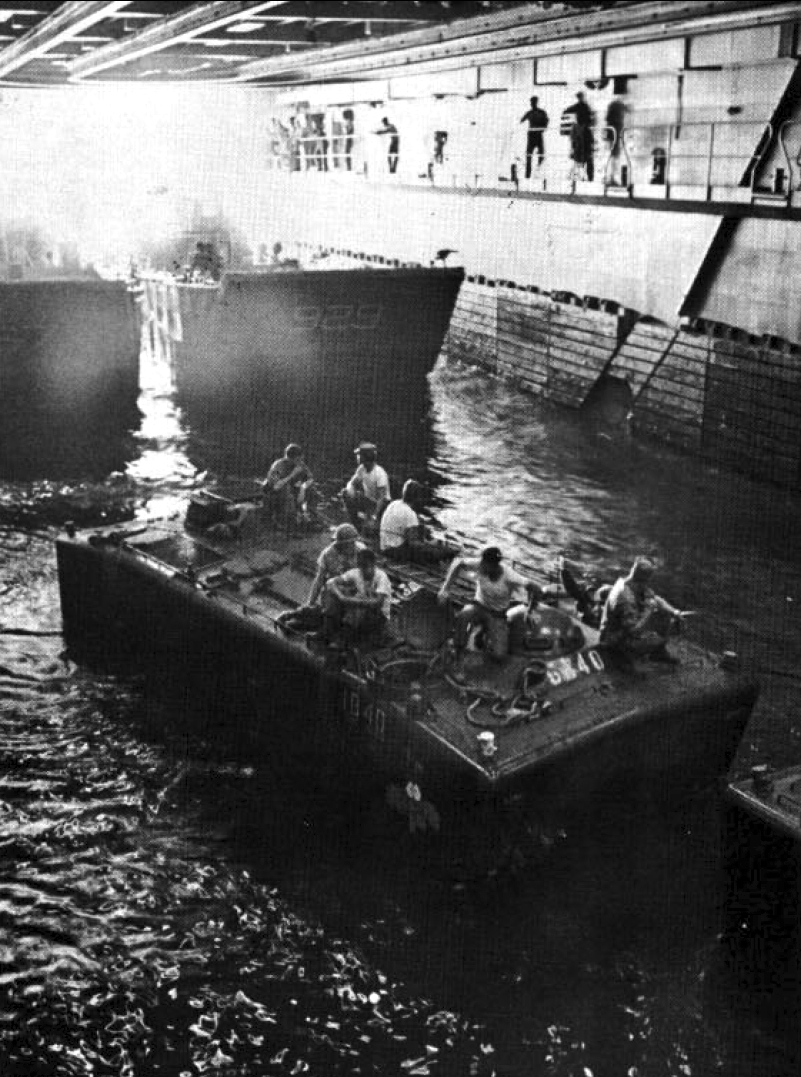
ドック型揚陸艦のウェルドックより発進するLVTP-5A1 1968年、揚陸艦「クリーブランド（USS Cleveland, LPD-7）」にて撮影
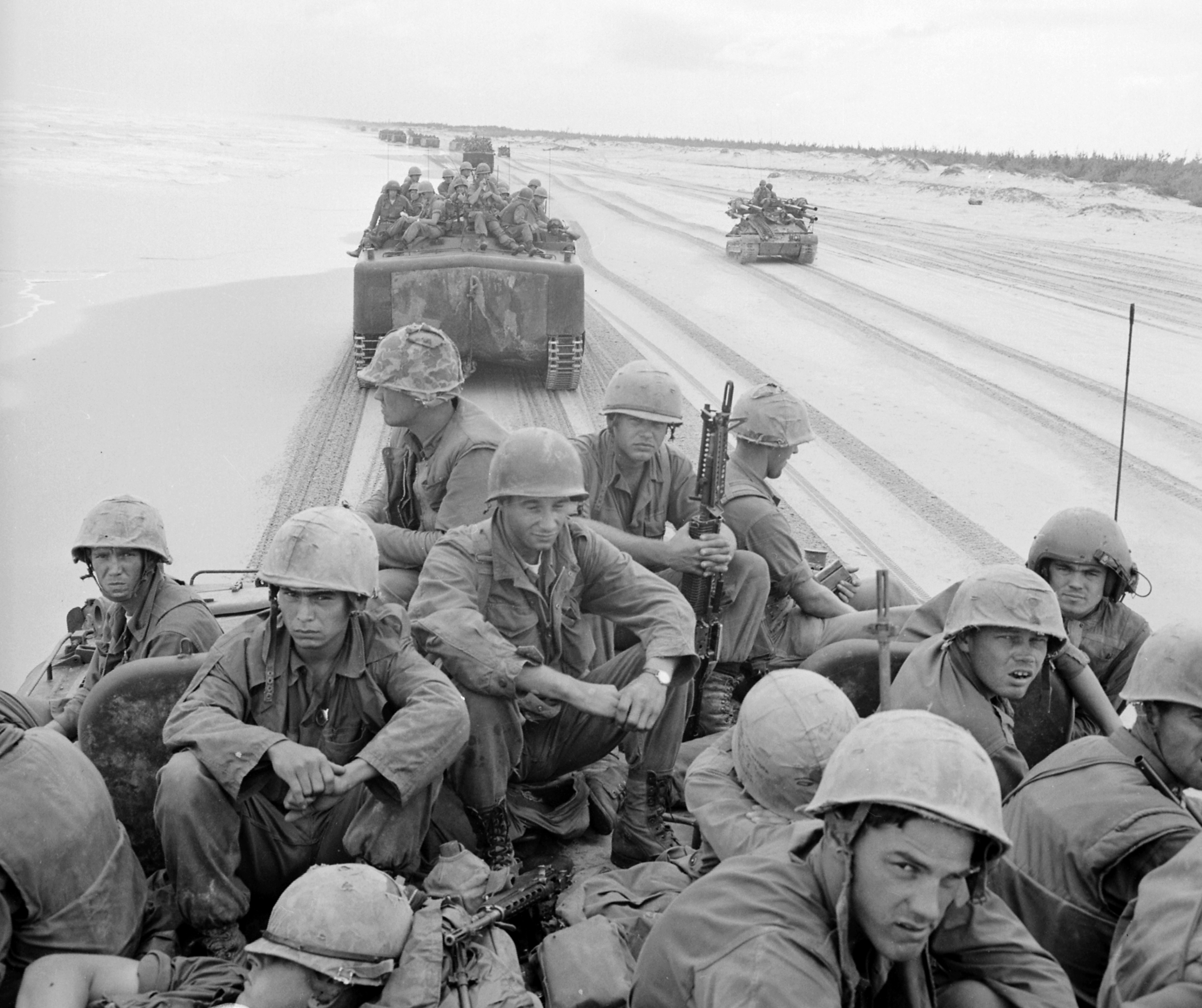
兵士を満載して陸上を走行するLVTP-5 1966年、ベトナムにおけるアメリカ海兵隊第3海兵師団の所属車両 本文中にあるように、兵士たちは地雷による被害を警戒し、戦闘時以外は車上に乗ることを好んだ